# Nightfall (album)
Pour les articles homonymes, voir Nightfall.
Albums de Candlemass
Epicus Doomicus Metallicus
(1986) Ancient Dreams
(1988)
Nightfall est le deuxième album studio du groupe de Doom metal suédois Candlemass. L'album est sorti le 9 novembre 1987 sous le label Axis Records. L'album a été ré-édité en 2001 avec un disque bonus.
C'est le premier album de Candlemass enregistré avec le vocaliste « Messiah » Marcolin au sein de la formation. C'est également le premier album enregistré avec le guitariste Lars Johansson et le batteur Jan Lindh.
Le titre Marche Funebre est une adaptation de la marche funèbre de Frédéric Chopin.
L'illustration de la pochette de l'album est une peinture de l'artiste Thomas Cole.

## Anecdotes
- Dans le clip vidéo de la chanson Bewitched, Per Yngve Ohlin, chanteur du groupe de Black Metal Mayhem, fait une brève apparition en tant que figurant.

## Musiciens
- Messiah Marcolin — chant
- Mats Björkman — guitare
- Lars Johansson — guitare
- Leif Edling — basse
- Jan Lindh — batterie

## Liste des morceaux
1. Gothic Stone - 1:00
2. The Well of Souls - 7:16
3. Codex Gigas - 2:20
4. At the Gallows End - 5:48
5. Samarithan - 5:30
6. Marche Funebre - 2:22
7. Dark Are the Veils of Death - 7:08
8. Mourners Lament - 6:10
9. Bewitched - 6:38
10. Black Candles - 2:18

### Liste des morceaux du CD bonus
1. Bewitched (Demo) - 7:10
2. Battlecry (Demo) - 6:08
3. The Well of Souls (Live) - 5:16
4. Dark Are the Veils of Death (Live) - 4:08
5. At the Gallows End (Studio Outtake) - 5:50
6. Mourners Lament (Studio Outtake) - 5:36
7. Interview - 24:21